# Karl Cedrén
Karl Cedrén, född 27 januari 1819 i Rinna socken, Östergötlands län, död 25 oktober 1885 i Västerlösa landskommun, Östergötlands län, var en svensk kyrkoherde i Rumskulla församling och Västerlösa församling. Han var även kontraktsprost i Tunaläns och Sevede kontrakt.

## Biografi
Karl Cedrén föddes 27 januari 1819 i Rinna socken. Han var son till bonden Jaen Pehrsson och Catharina Carlsdotter. Cedrén studerade i Vadstena och Linköping. Han blev vårterminen 1843 student vid Uppsala universitet, Uppsala och prästvigdes 21 februari 1845 till kunglig hovpredikant i Stockholm. Cedrén blev 11 januari 1856 lärare vid Bleumerska skolan i Skärkinds socken, tillträde 1857. Den 2 maj 1863 tog han pastoralexamen och blev 11 maj 1868 kyrkoherde i Rumskulla församling, Rumskulla pastorat, tillträde 1869. Cedrén blev 9 juli 1873 kontraktsprost i Tunaläns och Sevede kontrakt och 19 januari 1874 kyrkoherde i Västerlösa församling, Västerlösa pastorat, tillträde 1875. Han avled 25 oktober 1885 i Västerlösa landskommun.

### Familj
Cedrén gifte sig 5 maj 1857 med Alfrida Emilia Widmark (1823–1893). Hon var dotter till kyrkoherden i Östra Stenby socken. Alfrida Emilia Widmark hade tidigare varit gift med komministern C. A. Asker i Grebo socken. Cedrén och Widmark fick tillsammans barnen Sigrid (född 1858), Robert (född 1860), Paulina, Adelaide Lovisa (född 1864) och Ida Carolina (född 1867).